# 페노노메

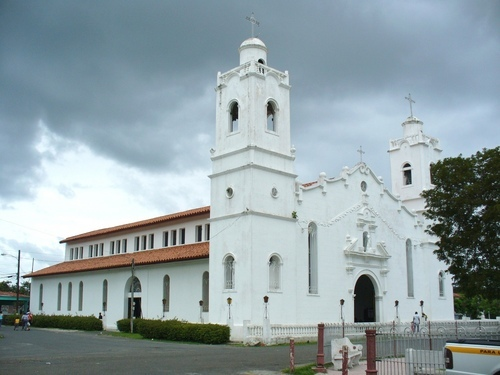
페노노메

페노노메(스페인어: Penonomé)는 파나마 중부에 위치한 도시로 코클레 주의 주도이며 면적은 53km2, 높이는 70m, 인구는 21,748명(2010년 기준)이다.